# 11e étape du Tour d'Italie 2010
Pour un article plus général, voir Tour d'Italie 2010.
La 11e étape du Tour d'Italie 2010 s'est déroulée le mercredi 19 mai 2010 entre Lucera et L'Aquila sur 262 kilomètres. Elle est remportée par le Russe Evgueni Petrov (Team Katusha), au terme d'une longue échappée ayant impliqué une cinquantaine de coureurs et finissant avec plus de 12 minutes d'avance sur le peloton du maillot rose Alexandre Vinokourov (Astana). Cette étape bouleverse donc considérablement le haut du classement général et c'est l'Australien Richie Porte (Team Saxo Bank) qui devient le nouveau porteur du maillot rose.

## Profil de l'étape
Cette étape de 262 kilomètres est la plus longue qu'ait connu le Giro depuis 10 ans. C'est une étape vallonnée, ce qui devrait favoriser les échappées.
La ville d'arrivée, L'Aquila, fut la ville la plus touchée par le tremblement de terre qui a frappé la région en 2009, et c'est à la demande du Président italien Giorgio Napolitano que les organisateurs du Giro ont décidé de faire de la ville une ville-étape de cette édition.

## La course
Chose très inhabituelle dans le cyclisme, une cinquantaine de coureurs s’échappent tôt dans la journée. Le peloton ne semble pas réagir et l’échappée prend très vite le large. Elle est principalement composée de Rubens Bertogliati (Androni Giocattoli), Alexander Efimkin (AG2R La Mondiale), Thomas Voeckler, Yury Trofimov (BBox Bouygues Telecom), David Arroyo, Vasil Kiryienka (Caisse d'Épargne), Carlos Sastre, Xavier Tondo (Cervélo TestTeam), David Moncoutié (Cofidis), Domenico Pozzovivo (Colnago-CSF Inox), David Millar (Garmin-Transitions), Matthew Goss (Team HTC-Columbia), Evgueni Petrov (Team Katusha), Valerio Agnoli, Robert Kišerlovski (Liquigas-Doimo), Linus Gerdemann (Team Milram), Jan Bakelants, Matthew Lloyd (Omega Pharma-Lotto), Dario Cataldo, Jérôme Pineau (Quick Step), Bradley Wiggins (Team Sky), Chris Anker Sørensen, Laurent Didier et Richie Porte (Team Saxo Bank).
L’écart augmente très vite et atteint au maximum 17 min 50 s. Richie Porte et David Arroyo font travailler leurs coéquipiers pour viser le maillot rose. La réaction du peloton tarde à venir. Puis les Liquigas-Doimo de Vincenzo Nibali, les Astana d’Alexandre Vinokourov et les BMC de Cadel Evans augmentent le rythme du peloton qui se casse en deux. À 50 kilomètres de l'arrivée, l'écart est encore de 13 minutes.
Dans le Capo di Valle, l’équipe Omega Pharma-Lotto augmente le rythme dans l'échappée pour Matthew Lloyd et son maillot vert. Le groupe perd des éléments et ils ne sont plus que 41. Derrière, le groupe maillot rose n’a lui que 27 coureurs, ce qui gêne fortement la poursuite. L’écart ne passe pas en dessous de 12 minutes.
Jérôme Pineau est le premier à mettre le feu dans le final. Il attaque, mais il se fait vite reprendre par les autres échappés. Un peu plus loin, c’est son coéquipier Dario Cataldo qui attaque, suivi par Linus Gerdemann et Jan Bakelandts. Ils restent en tête jusqu’à ce que Bakelandts chute dans un virage en épingle rendu très glissant par la pluie. Gerdemann est seul, mais il craque au dernier kilomètre et se voit dépassé par Evgueni Petrov. Le Russe résiste aux autres coureurs et franchit la ligne en premier. Le peloton maillot rose finit avec 12 minutes 42 de retard. Alexandre Vinokourov perd son maillot rose au profit de Richie Porte.
Un groupe de 41 coureurs arrive hors-délais avec plus de 46 minutes de retard par rapport au vainqueur. Ce groupe qui comprend notamment André Greipel et Tyler Farrar est repêché par les commissaires de course. Ils écopent tous cependant d'une pénalité de 25 points au classement par points. Tyler Farrar conserve son maillot rouge de leader pour 7 points par rapport à Cadel Evans.

## Côtes
- Capo di Valle (8,6 km à 5,8 %) : 2e catégorie
- Roccaraso (9,5 km à 4,7 %) : 2e catégorie
- Rionero Sannitico (10 km à 6,3 %) : 1re catégorie

## Classement de l'étape
|    | Coureur           | Pays        | Équipe             |    | Temps           |
| -- | ----------------- | ----------- | ------------------ | -- | --------------- |
| 1  | Evgueni Petrov    | Russie      | Team Katusha       | en | 6 h 28 min 29 s |
| 2  | Dario Cataldo     | Italie      | Quick Step         | +  | 5 s             |
| 3  | Carlos Sastre     | Espagne     | Cervélo TestTeam   |    | 5 s             |
| 4  | Bradley Wiggins   | Royaume-Uni | Team Sky           |    | 7 s             |
| 5  | Alexander Efimkin | Russie      | AG2R La Mondiale   |    | 7 s             |
| 6  | Linus Gerdemann   | Allemagne   | Team Milram        |    | 7 s             |
| 7  | Jérôme Pineau     | France      | Quick Step         |    | 7 s             |
| 8  | David Arroyo      | Espagne     | Caisse d'Épargne   |    | 7 s             |
| 9  | Xavier Tondo      | Espagne     | Cervélo TestTeam   |    | 7 s             |
| 10 | Jan Bakelandts    | Belgique    | Omega Pharma-Lotto |    | 7 s             |

## Classement général

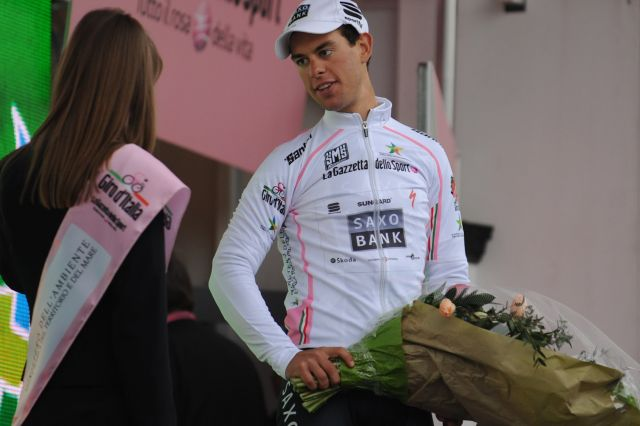
Richie Porte prend la tête du classement général.

|    | Coureur            | Pays        | Équipe           |    | Temps            |
| -- | ------------------ | ----------- | ---------------- | -- | ---------------- |
| 1  | Richie Porte       | Australie   | Team Saxo Bank   | en | 45 h 30 min 16 s |
| 2  | David Arroyo       | Espagne     | Caisse d'Épargne | +  | 1 min 42 s       |
| 3  | Robert Kišerlovski | Croatie     | Liquigas-Doimo   |    | 1 min 56 s       |
| 4  | Xavier Tondo       | Espagne     | Cervélo TestTeam |    | 3 min 54 s       |
| 5  | Valerio Agnoli     | Italie      | Liquigas-Doimo   |    | 4 min 51 s       |
| 6  | Alexander Efimkin  | Russie      | AG2R La Mondiale |    | 5 min 16 s       |
| 7  | Linus Gerdemann    | Allemagne   | Team Milram      |    | 5 min 34 s       |
| 8  | Carlos Sastre      | Espagne     | Cervélo TestTeam |    | 7 min 09 s       |
| 9  | Laurent Didier     | Luxembourg  | Team Saxo Bank   |    | 7 min 24 s       |
| 10 | Bradley Wiggins    | Royaume-Uni | Team Sky         |    | 8 min 14 s       |

## Abandons
- Adam Blythe (Omega Pharma-Lotto)
- Alexandr Dyachenko (Astana)
- Enrico Gasparotto (Astana)
- Adam Hansen (Team HTC-Columbia)
- Valentin Iglinskiy (Astana)
- Alberto Loddo (Androni Giocattoli)
- Jeff Louder (BMC Racing)
- Rene Mandri (AG2R La Mondiale)
- Martin Pedersen (Footon-Servetto)
- Thomas Rohregger (Team Milram)
- Mauro Santambrogio (BMC Racing)